# 이바라기 노리코
이바라기 노리코(일본어: 茨木 のり子, 혼전 성씨: 미우라(三浦), 1926년 6월 12일 ~ 2006년 2월 17일)는 일본의 시인, 수필가, 동화 작가, 각본가이다. 주요 시집으로는 《보이지 않는 배달부》(見えない配達夫, 1958년), 《진혼가》(鎮魂歌, 1965년), 《자신의 감수성 정도》(自分の感受性くらい, 1977년), 《뜻대로 되지 않네요》(倚（よ）りかからず, 1999년) 등이 있다.

## 생애
이바라기 노리코는 1926년 6월 12일에 오사카부 오사카시에 위치한 가이세이 병원에서 미야자키 히로시(宮崎 洪)와 미야자키 가쓰(宮崎 勝) 부부의 장녀로 태어났다. 1937년 12월에는 그의 어머니였던 미야자키 가쓰가 사망했고 1939년에는 아이치 현립 니시오 고등 여학교(현재의 니시오 고등학교) 입학하게 된다. 고등학교를 졸업하고 도쿄로 이주했고 데이코쿠 여자 의학·약학·이학 전문학교(현재의 도호 대학) 약학부에 입학하게 된다. 그러다가 19세 시절에 일본의 태평양 전쟁 패배를 목격했고 1946년 9월에  데이코쿠 전문학교를 조기 졸업하게 된다.
이바라기 노리코는 1946년 여름에 도쿄 데이코쿠 극장에서 상연된 윌리엄 셰익스피어의 《한여름 밤의 꿈》을 보고 감격했다고 한다. 그 때 극장 앞에 있던 《제1회 요미우리 신문 희곡 모집》이라는 간판을 목격했는데 미카와 모멘(三河 木綿) 발상의 민화를 바탕으로 한 희곡 《도보벌 부모들》(とほつみおやたち)을 써서 응모했고 나중에 가작으로 선정되었다. 이를 계기로 신극 배우인 야마모토 안에이와의 교제가 시작되었다. 같은 시기에 그가 쓴 동화 2편이 일본방송협회(NHK) 라디오에서 방송되면서 동화 작가·각본가라는 평가를 받게 된다. 23세가 되던 1949년에는 의사인 미우라 야스노부(三浦 安信)와 결혼했고 사이타마현 도코로자와정(현재의 도코로자와시)에 이주하면서 살게 된다.
이바라기 노리코는 집안일을 위해 시 전문 잡지 《시가쿠》(詩學)의 투고란인 〈시가쿠 연구회〉에 투고를 시작했다. 처음에는 두 편을 투고했으며 그 중 한 편인 〈괴상한 노래〉(いさましい歌)가 시인인 무라노 시로(村野 四郞)의 추천을 받아 1950년 9월호에 게재되었다. 이 때부터 처음으로 이바라키 노리코라는 필명을 사용했다.
1953년 5월에는 자신과 함께 〈시가쿠 연구회〉에 투고하고 있던 시인인 가와사키 히로시(川崎 洋)와 함께 시 동인지 《가이》(櫂, "노"라는 뜻)를 창간했다. 창간호에서는 가와사키 히로시·이바라키 노리코 두 사람만의 동인지였지만 2호부터는 다니가와 슌타로(谷川 俊太郎), 3호부터 요시노 히로시(吉野 弘), 후나오카 유지로(舟岡 遊治郞), 4호부터 미즈오 히로시(水尾 比呂)가 참가했고 그 후에도 나카에 도시오(中江 俊夫), 도모타케 다쓰(友竹 辰), 오카 노부(大岡 信) 등 다수의 시인이 참가했다. 이 모임은 1957년 10월에 해체되었다.
1955년에는 이바라기 노리코의 1번째 시집인 《대화》가 시라누이샤(不知火社)에서 출간되었다. 1958년에는 호야시(현재의 니시도쿄시) 히가시후시미로 거처를 옮겼다. 같은 해 11월에는 시집 《보이지 않는 배달부》가 이즈카 서점에서 간행되었다. 특히 전시하의 일본 여성의 청춘을 그린 시 〈내가 가장 예뻤을 때〉(わたしが一番きれいだったとき)는 일본에서 출간된 다수의 일본어 교과서에 게재되었다.
1965년 12월 1일에는 시 동인지 《가이》(櫂)가 복간되었다. 1975년에는 기타사토 연구소 부속 병원에서 의사로 근무하던 남편이 간암으로 사망했다. 1976년부터 한국어를 배우기 시작하여 대한민국의 현대 시를 소개하는 데에 힘썼다. 1991년에는 《한국 현대 시선》을 통해 요미우리 신문에서 주최하는 요미우리 문학상 연구·번역 부문을 수상했다. 73세가 되던 1999년 10월에는 시집 《뜻대로 되지 않네요》(倚りかからず)가 지쿠마쇼보에서 출판되었다. 같은 해 10월 16일에 발행된 아사히 신문의 천성인어(天聲人語) 칼럼에서 다루어졌는데 시집으로서는 이례적인 15만부를 넘는 베스트셀러가 되었다.
2006년 2월 17일에 거미막밑출혈로 인하여 도쿄도 니시도쿄시 히가시후시미에 위치한 자택에서 향년 79세를 일기로 사망했다. 이바라기 노리코는 남편과 사별한 이후에 혼자 살았는데 2006년 2월 19일에 이바라기 노리코의 집을 찾아온 친척이 침실에서 숨져 있던 것을 발견했다고 전해진다. 그가 남긴 유언에 따라 장례, 추모회는 하지 않고 생전에 준비된 편지가 친구에게 보내졌다. 2006년 4월에는 이바라기 노리코의 유해가 야마가타현 쓰루오카시 가모의 조젠지(淨禪寺)에 위치한 남편의 무덤 옆에 안장되었다. 2007년에는 자신보다 먼저 사망한 남편에 대한 마음을 담은 40여 편의 시가 시집 《세월》(歳月)로 정리되어 이바라기 노리코의 1주기에 맞추어 간행되었다.

## 참고 문헌
- 後藤正治, 《清冽―詩人茨木のり子の肖像》, 中央公論新社
- 茨木のり子 詩集 《谷川俊太郎選》, 岩波書店
- 茨木, のり子 (2010년 8월 9일). 《言の葉》. ちくま文庫 (일본어) 1. =筑摩書房. ISBN 978-4480427519.
- 茨木, のり子 (2017년 1월 13일). 《茨木のり子の献立帖》 (일본어). 平凡社. ISBN 978-4582635058.